# Al-Buradżab
Al-Buradżab – miejscowość w Syrii, w muhafazie Ar-Rakka, w dystrykcie As-Saura. W 2004 roku liczyła 678 mieszkańców.